# Louin, Deux-Sèvres
Louin là một xã trong tỉnh Deux-Sèvres trong vùng Nouvelle-Aquitaine ở phía tây nước Pháp. Xã này nằm ở khu vực có độ cao từ 73-160 mét trên mực nước biển.